# برئیلا
شهر برئیلا (به رومانیایی: Brăila) در شهرستان برئیلا در کشور رومانی واقع شده‌است. جمعیت این شهر ۲۱۶٬۲۹۲ نفر است. در ارتفاع ۲۰ متر از سطح دریا واقع شده‌است.

## نگارخانه

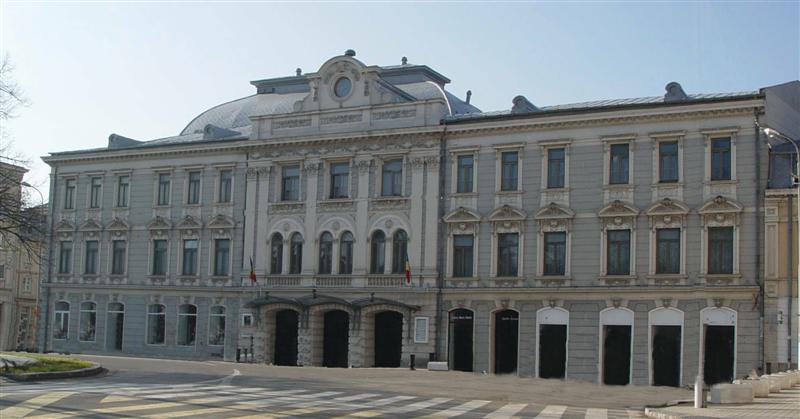
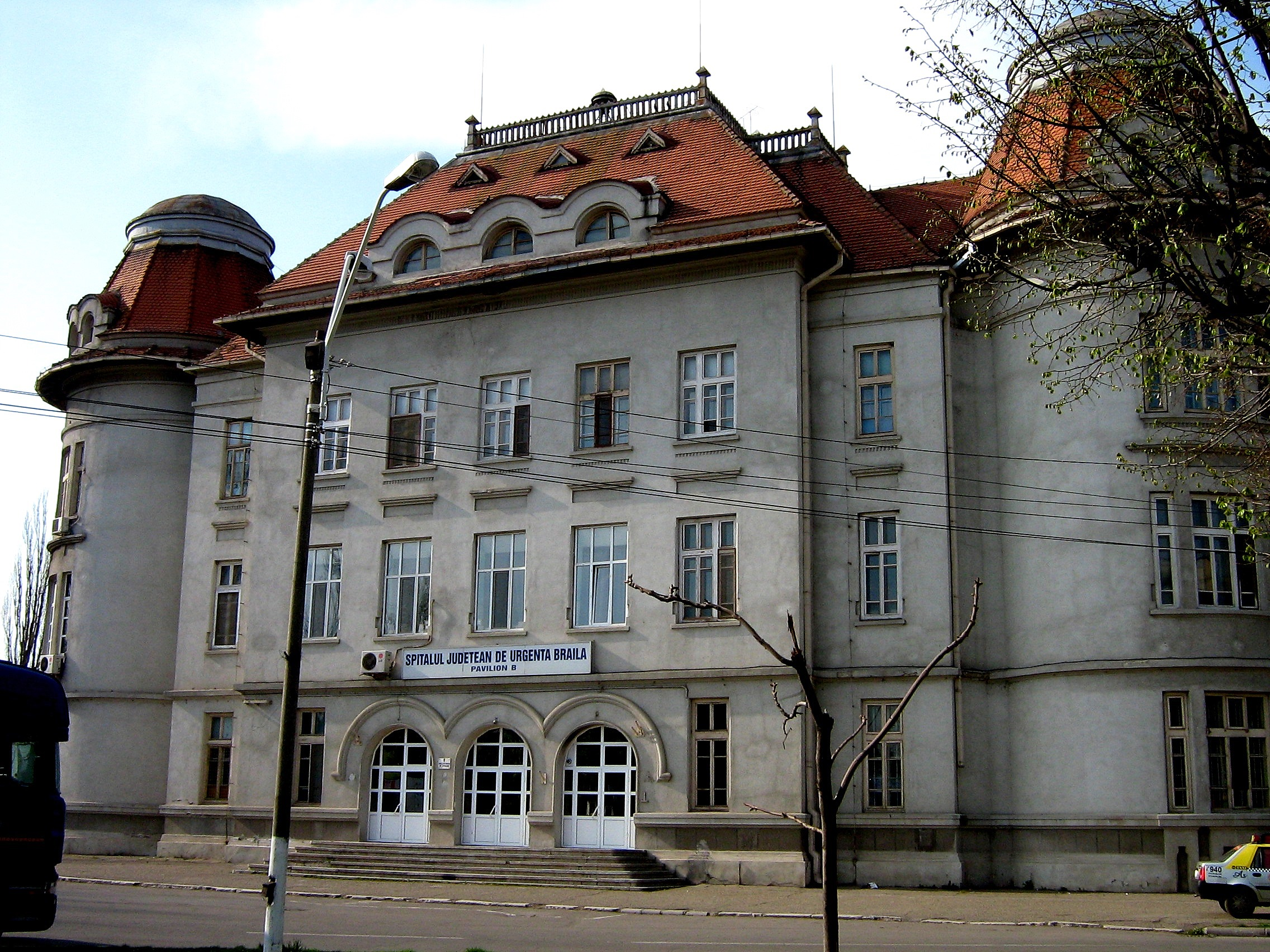
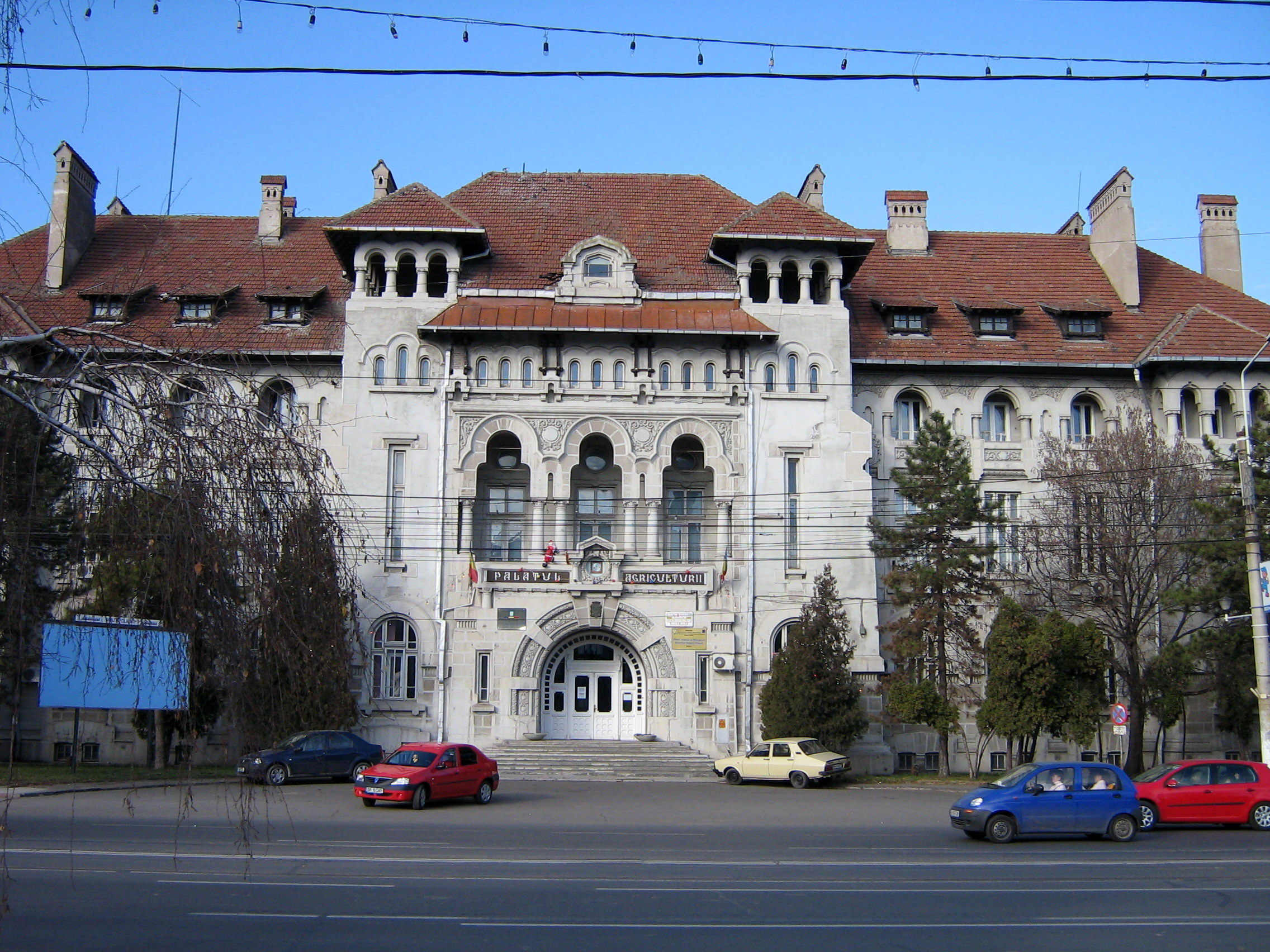

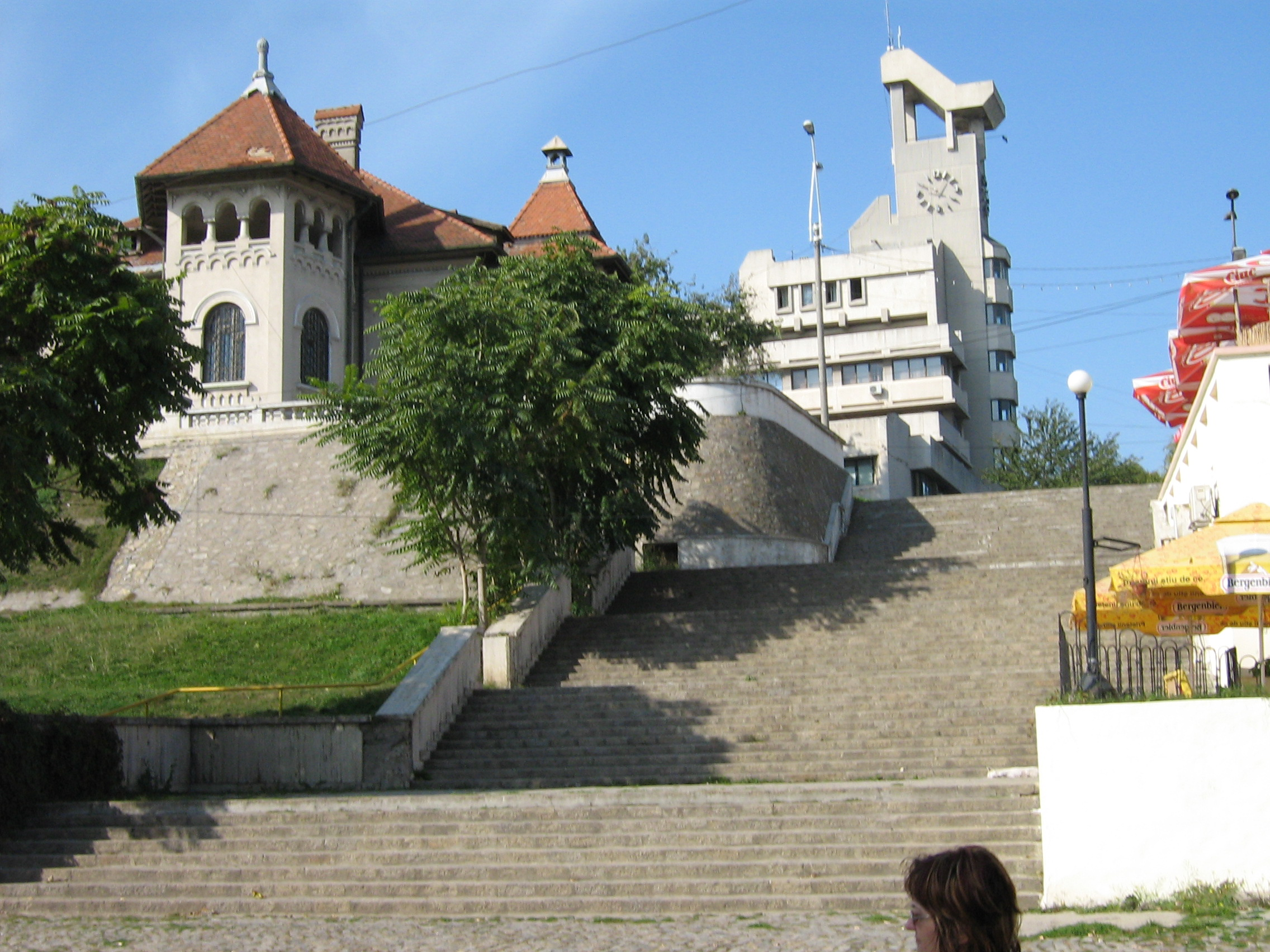
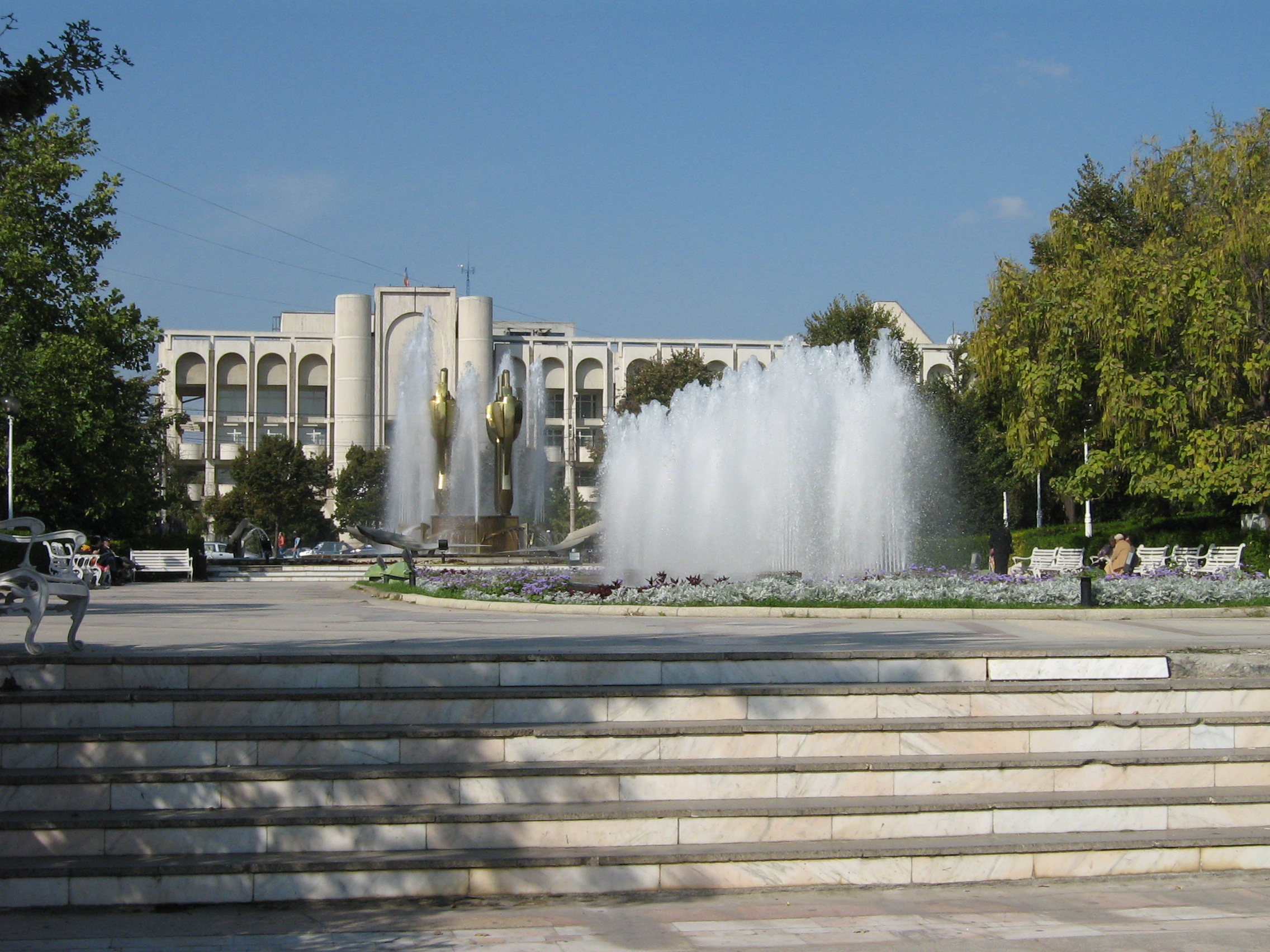
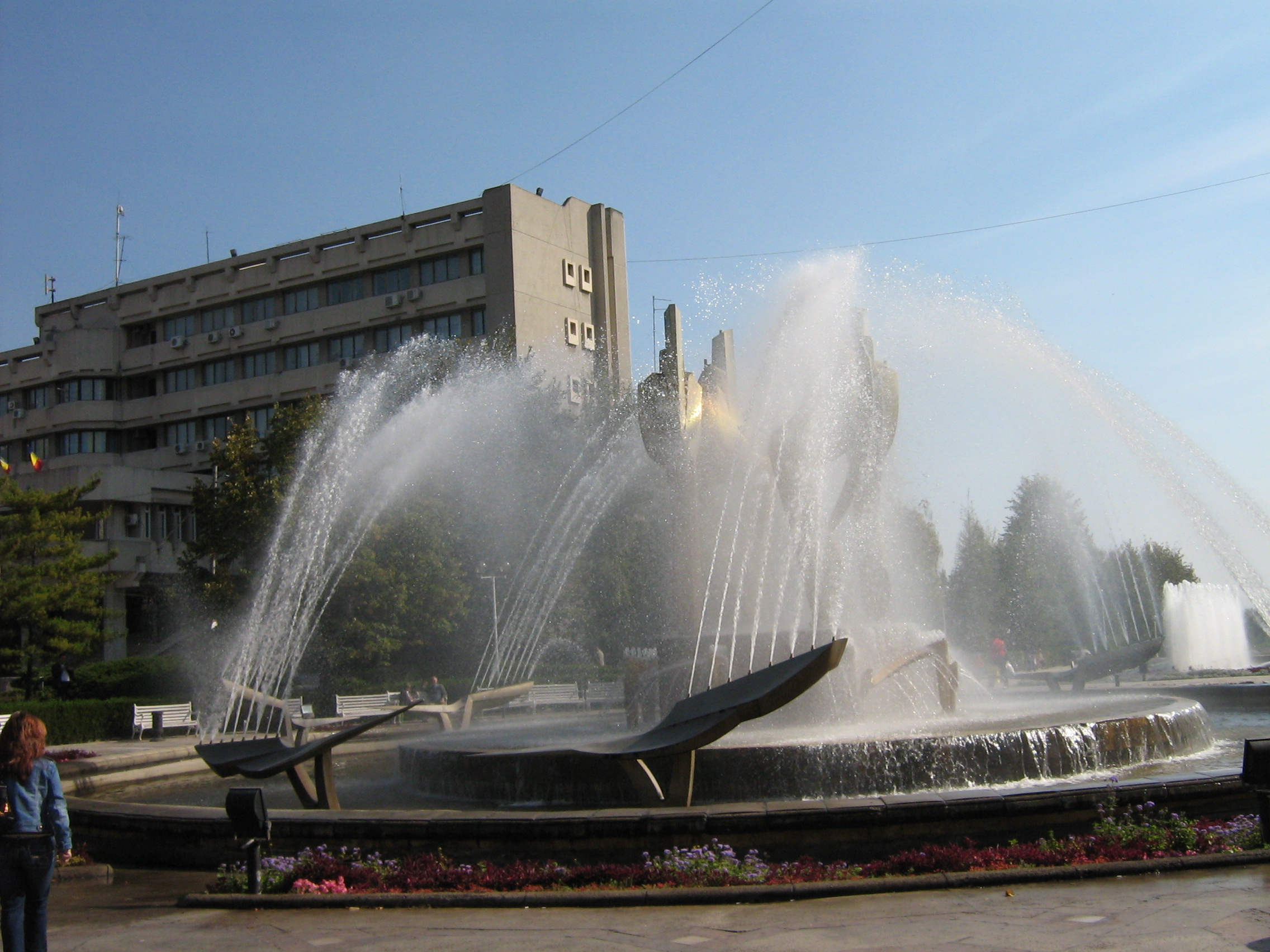

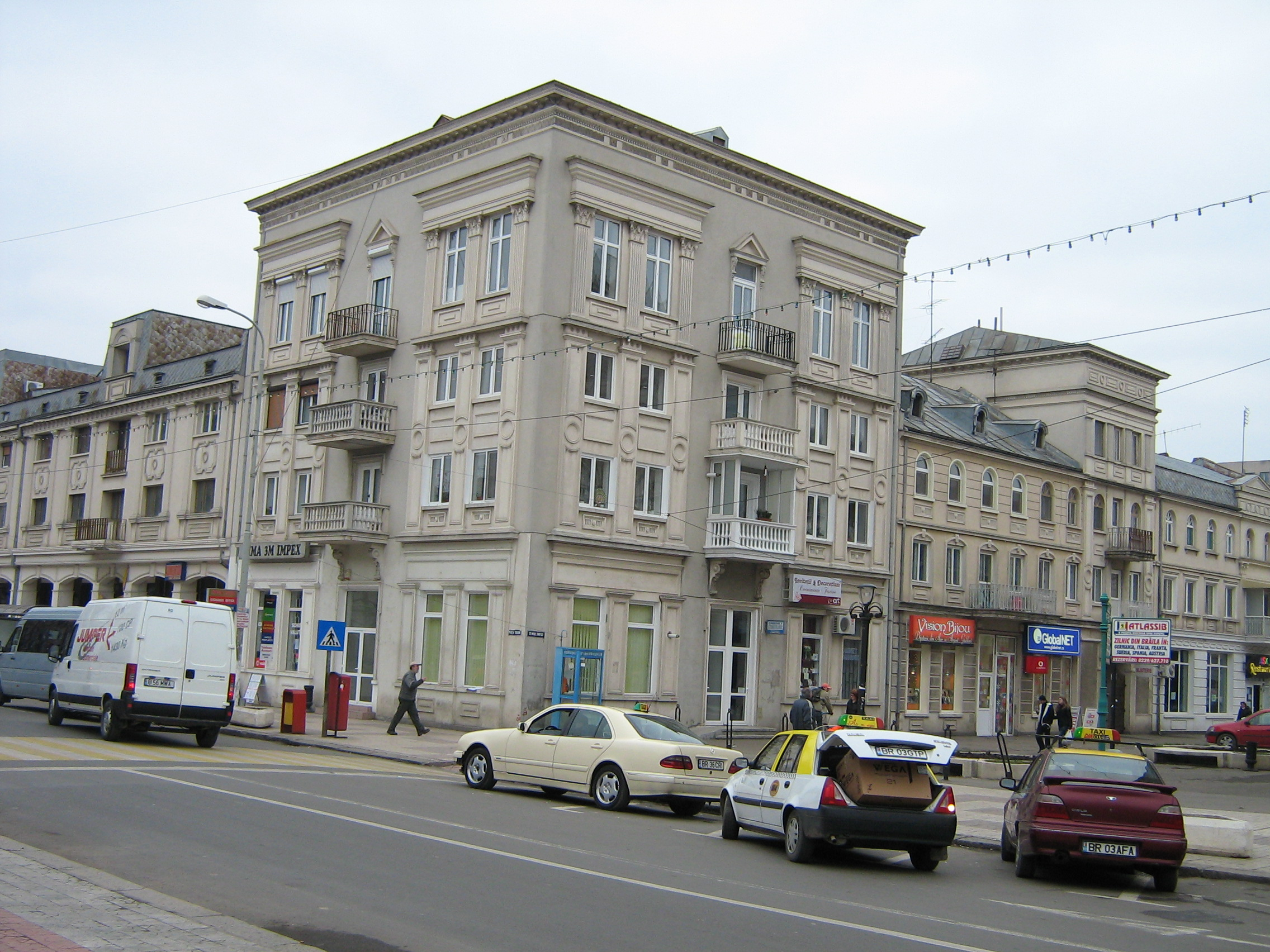
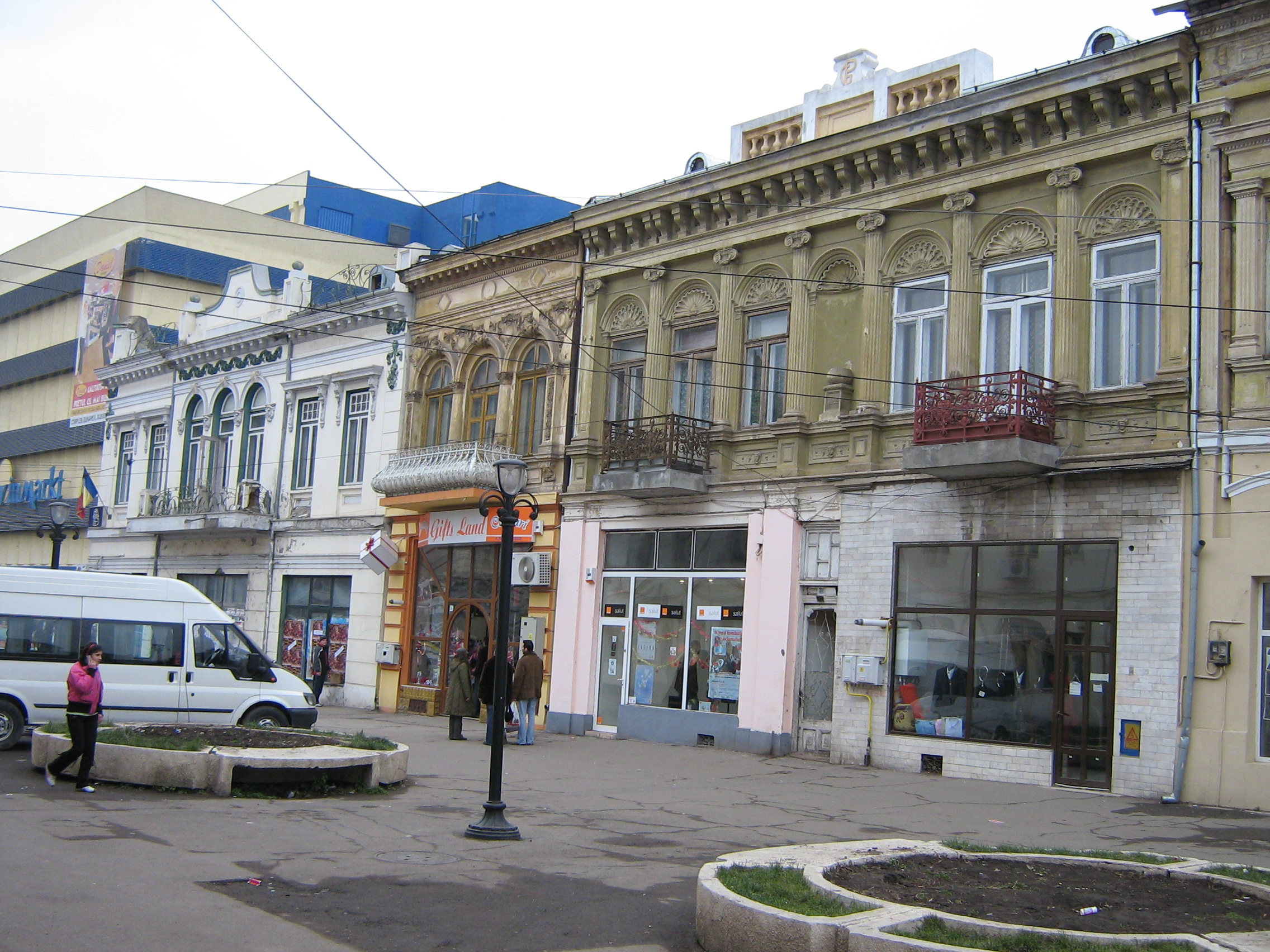